# Pol Guasch i Arcas
Pol Guasch i Arcas   (Tarragona, 31 de desembre de 1997) és un escriptor i poeta català.
Es va graduar en Estudis Literaris i posteriorment va cursar un màster en Construcció i Representació d'Identitats Culturals a la Universitat de Barcelona. També ha cursat el Programa d'Estudis Independents del Museu d'Art Contemporani de Barcelona. Ha estat professor associat de literatura i crítica de la cultura a la UB i ha investigat sobre teoria i literatura contemporànies al King’s College de Londres. Forma part de la productora cultural La Sullivan. Durant la seva etapa formativa, va pertànyer a l'Assemblea de Lletres de la UB, que organitzava activitats culturals i polítiques a l'edifici històric.
Ha publicat els llibres de poesia Tanta gana (LaBreu, 2018, Premi Francesc Garriga 2018), i La part del foc (Viena, 2021, Premi López-Picó 2020), i ha recitat els seus versos a diversos festivals nacionals i internacionals.
Col·labora regularment a diversos mitjans com RAC1, la Cadena SER o el diari Ara.
El gener de 2021 va guanyar el Premi Anagrama de novel·la en català amb la seva primera novel·la Napalm al cor, que s'ha traduït a diverses llengües, com el castellà, l'anglès, el francès, l'italià o l'alemany, i que ha estat guardonada amb el Premi 42 Revelació en català i el Premio Talento a bordo del Festival Eñe de Madrid. El 2024 va publicar Ofert a les mans, el paradís crema.

## Obra publicada
- 2018 - Tanta gana. Llibre de poemes (LaBreu Edicions, Premi Francesc Garriga)[10]
- 2020 - Amor y revolución (Kollontai). Llibre d'assaig col·lectiu (Arcàdia i Macba)[11]
- 2021 - La part del foc. Llibre de poemes (Viena Edicions, Premi López-Picó 2020)[12]
  - 2022 - La parte del fuego. Llibre de poemes (Ultramarinos Editorial)[13]
- 2021 - Napalm al cor. Novel·la (Anagrama, Premi Llibres Anagrama 2021)[8]
  - 2021 - Napalm en el corazón. Novela (Anagrama, Premi Llibres Anagrama 2021)[14]
- 2022 - Submergir-se en el naufragi, Adrienne Rich. Traducció de llibre de poemes (Edicions Poncianes)[15]
- 2024 - Ofert a les mans, el paradís crema (Anagrama, 2024)